# Bartłomiej Drągowski
Bartłomiej Drągowski, né le 19 août 1997 à Białystok (Pologne), est un footballeur international polonais qui évolue au poste de gardien de but au Panathinaïkós.

## Biographie

### En club
Drągowski joue son premier match en tant que professionnel le 27 mai 2014 avec le Jagiellonia Białystok, le club de football de sa ville natale, face au Korona Kielce. Le match se termine sur le score de 4 buts à 4. Il devient alors le gardien numéro 1 dans son club qui évolue en Ekstraklasa, la D1 polonaise, alors qu'il n'a que 16 ans. En 2015, il est élu meilleur gardien de la saison 2014-2015 du championnat de Pologne.
Il se fait alors connaître en Europe et des clubs tels qu'Arsenal le convoitent. Présenté comme l'avenir de la sélection polonaise, il évolue avec les espoirs à seulement 18 ans.
Le 4 juillet 2016, la Fiorentina officialise son arrivée en provenance du Jagiellonia Białystok. Il pallie la fin du prêt de Luigi Sepe pour devenir la doublure de Ciprian Tătăruşanu. Il connaît sa première titularisation en Serie A lors de la dernière journée de championnat et la réception de Pescara (38e journée, 2-2). Lors de la saison 2017-2018, il devient la doublure de Marco Sportiello. Il profite de l'expulsion de ce dernier face à la Lazio (33e journée, défaite 3-4) pour rentrer en jeu et prendre part à la 34e journée face à Sassuolo (défaite 1-0). Il rentre en jeu à la mi-temps de la dernière journée de championnat alors que son équipe s'incline lourdement sur la pelouse de l'AC Milan (38e journée, défaite 5-1).
Le 22 janvier 2019, il est prêté au FC Empoli jusqu'au 30 juin 2019. Malgré la relégation du club en Serie B, il se révèle lors de cette deuxième partie de saison, auteur de 3 clean-sheets et 72 parades en 14 matchs dont 10 face à la Fiorentina.
À la suite de ce prêt concluant et du départ du Français Alban Lafont, prêté au FC Nantes, il devient le gardien titulaire de l'ACF Fiorentina et est prolongé le 8 août 2019 jusqu'en 2023.

### En équipe nationale
Le 10 novembre 2022, il est sélectionné par Czesław Michniewicz pour participer à la Coupe du monde 2022.

## Palmarès
Il est élu meilleur gardien de la saison 2014-2015 du championnat de Pologne.

## Statistiques
| Saison                | Club                  | Championnat           | Championnat | Championnat | Coupe(s) nationale(s) | Coupe(s) nationale(s) | Compétition(s) continentale(s) | Compétition(s) continentale(s) | Compétition(s) continentale(s) | Total | Total |
| Saison                | Club                  | Division              | M.          | B.          | M.                    | B.                    | Comp.                          | M.                             | B.                             | M.    | B.    |
| 2013-2014             | Jagiellonia Białystok | Ekstraklasa           | 1           | 0           | 0                     | 0                     | -                              | -                              | -                              | 1     | 0     |
| 2014-2015             | Jagiellonia Białystok | Ekstraklasa           | 29          | 0           | 1                     | 0                     | -                              | -                              | -                              | 30    | 0     |
| 2015-2016             | Jagiellonia Białystok | Ekstraklasa           | 34          | 0           | 0                     | 0                     | C3                             | 4                              | 0                              | 38    | 0     |
| Sous-total            | Sous-total            | Sous-total            | 64          | 0           | 1                     | 0                     | -                              | 4                              | 0                              | 69    | 0     |
| 2016-2017             | ACF Fiorentina        | Serie A               | 1           | 0           | 0                     | 0                     | C3                             | 0                              | 0                              | 1     | 0     |
| 2017-2018             | ACF Fiorentina        | Serie A               | 3           | 0           | 2                     | 0                     | -                              | -                              | -                              | 5     | 0     |
| 2018-2019             | ACF Fiorentina        | Serie A               | 3           | 0           | 0                     | 0                     | -                              | -                              | -                              | 3     | 0     |
| 2019                  | Empoli Football Club  | Serie A               | 14          | 0           | 0                     | 0                     | -                              | -                              | -                              | 14    | 0     |
| 2019-2020             | ACF Fiorentina        | Serie A               | 3           | 0           | 1                     | 0                     | -                              | -                              | -                              | 4     | 0     |
| Sous-total            | Sous-total            | Sous-total            | 24          | 0           | 3                     | 0                     | -                              | 0                              | 0                              | 27    | 0     |
| Total sur la carrière | Total sur la carrière | Total sur la carrière | 88          | 0           | 4                     | 0                     | -                              | 4                              | 0                              | 96    | 0     |